# Clădirea primăriei municipiului Chișinău
Clădirea primăriei municipiului Chișinău este un monument de arhitectură și istorie de însemnătate națională, introdus în Registrul monumentelor de istorie și cultură a municipiului Chișinău. În prezent în această clădire își are sediul Primăria Municipiului Chișinău.

## Istoric
La sfârșitul secolului al XIX-lea primarul orașului, Carol Schmidt, a înaintat inițiativa construcției unui sediu nou pentru duma orășenească, pe locul ocupat de depoul de pompieri. Proiectarea a fost încredințată lui Mitrofan Elladi, arhitectul de atunci al orașului. În ajutorul său a fost invitat Alexandru Bernardazzi. Arhitectura clădirii este în spirit eclectic în baza arhitecturii renașterii italiene.
Construcția sediului dumei a fost terminată în 1902. În 1941, în timpul retragerii sovieticilor, consiliul local, cum era denumită primăria pe atunci, a fost aruncat în aer. Clădirea a fost restaurată în 1944 de către administrația românească. A fost distrusă din nou, în luna august a anului respectiv, în timpul bombardamentelor aeriene sovietice.
După război clădirea necesita o restaurare serioasă, iar de acest lucru s-a ocupat arhitectorul Robert Kurtz, în perioada 1946–1948. Acesta s-a inspirat din fotografiile păstrate, pentru a restabili fațada cît mai aproape posibil de varianta originală. În 1951, administrația a revenit în clădire, fiind astfel dată în exploatare.

## Structura
Clădirea, ridicată în două niveluri, cu planul în formă de careu, ocupă colțul cartierului, mărginit lateral de strada Vlaicu Pârcălab, construită cu fațadele principale pe liniile roșii ale străzilor. Fațadele sunt înviorate de rezalite, încununate cu frontoane triunghiulare, în care se află intrări în unitățile comerciale de la parter și intrarea în curtea interioară a primăriei. 
Intrarea principală este soluționată printr-un rezalit amplasat la colțul clădirii, încununat cu un turn cu orologiu, vechi simbol al autoadministrării urbane, intrarea dominată de volumul unui balcon-tribună, element de aceiași origine istorică. Circulația pe verticală este soluționată pe o scară cu trei rampe cu treptele din marmură. Cele mai importante cabinete ale primarului și funcționarilor principal, sunt amplasate în rezalite. 
Deasupra intrării principale se află o sală polivalentă cu o configurație poligonală, înscrisă în configurația colțului. Decorația plastică, bazată pe combinație de forme medievale gotice și renascentiste specifice Toscanei, este activă, reprezentată prin ferestre circulare, înscrise în ancadrament ogival în partea superioară, turnulețe de colț, mascaroane, bosaje masive la colțurile rezalitelor, la ancadramente și paramentul etajului, toate fațadele fiind încununate de o cornișă proeminentă susținută de console cu imitarea unor mașicule.

## Galerie de imagini

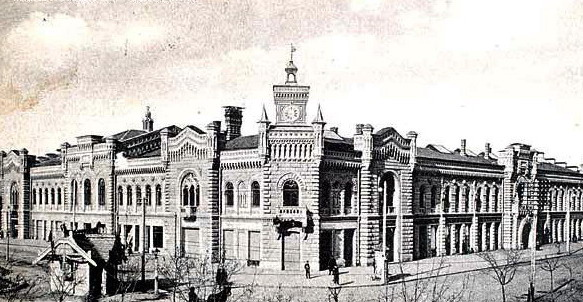
Începutul sec. al XX-lea
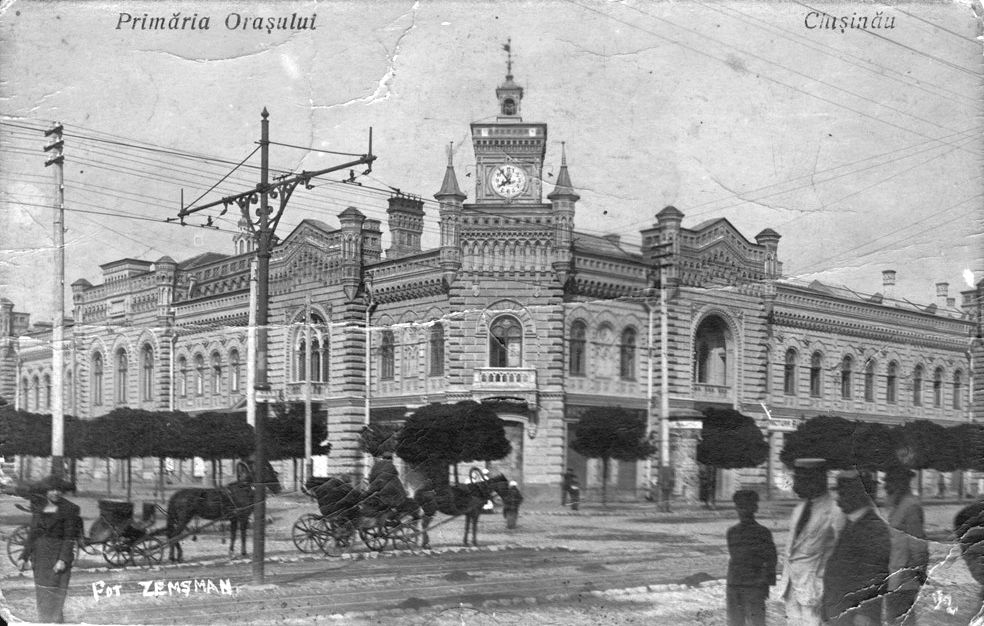
Anii 1930
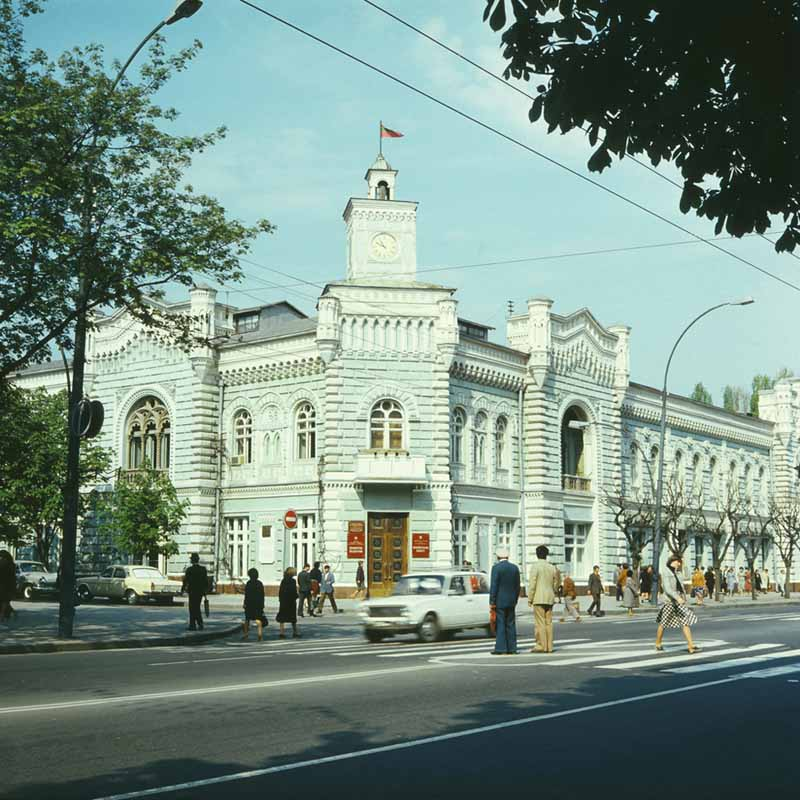
1980, vopsită în turcoaz.
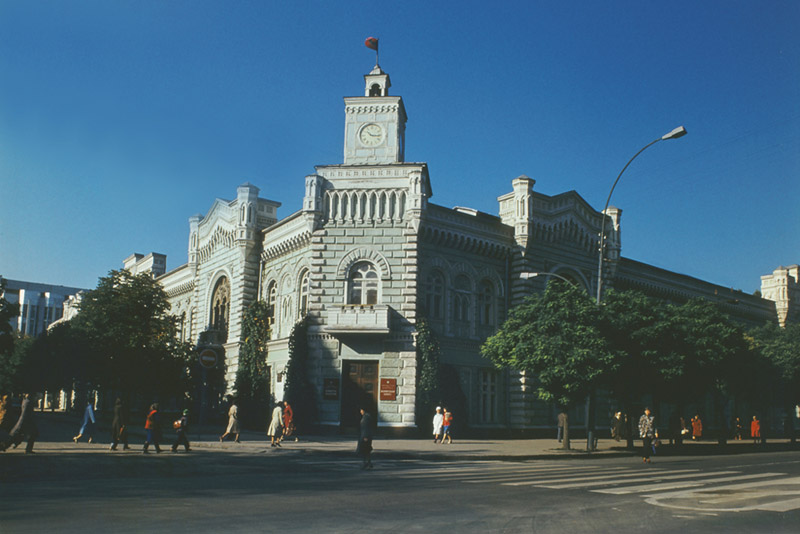
Același an
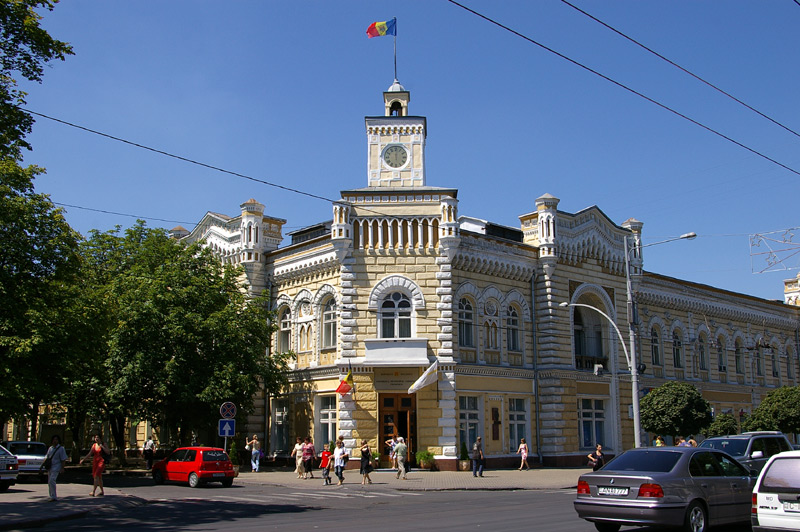
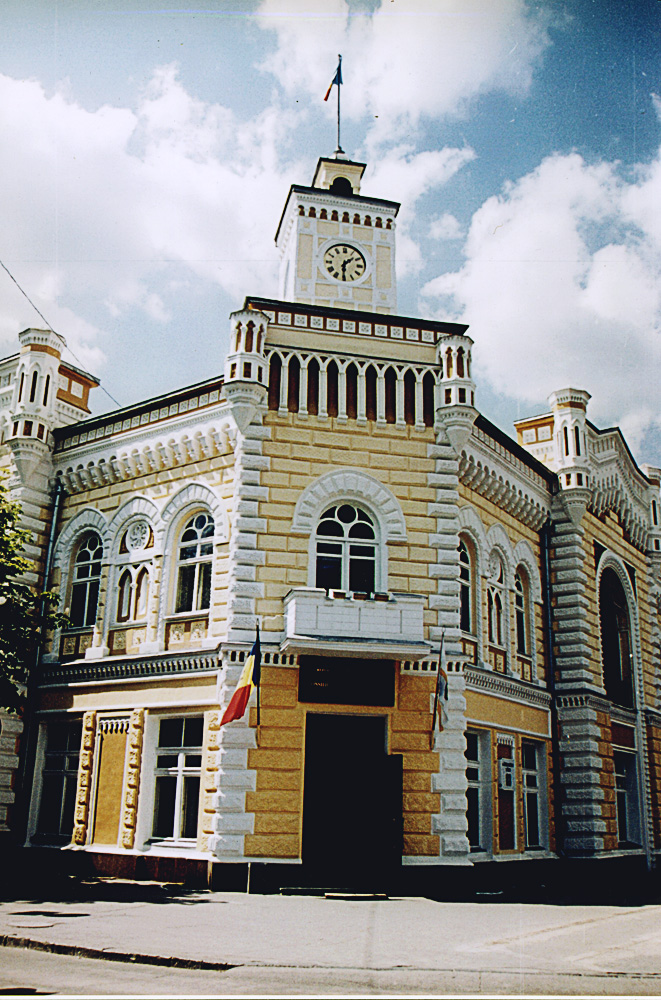
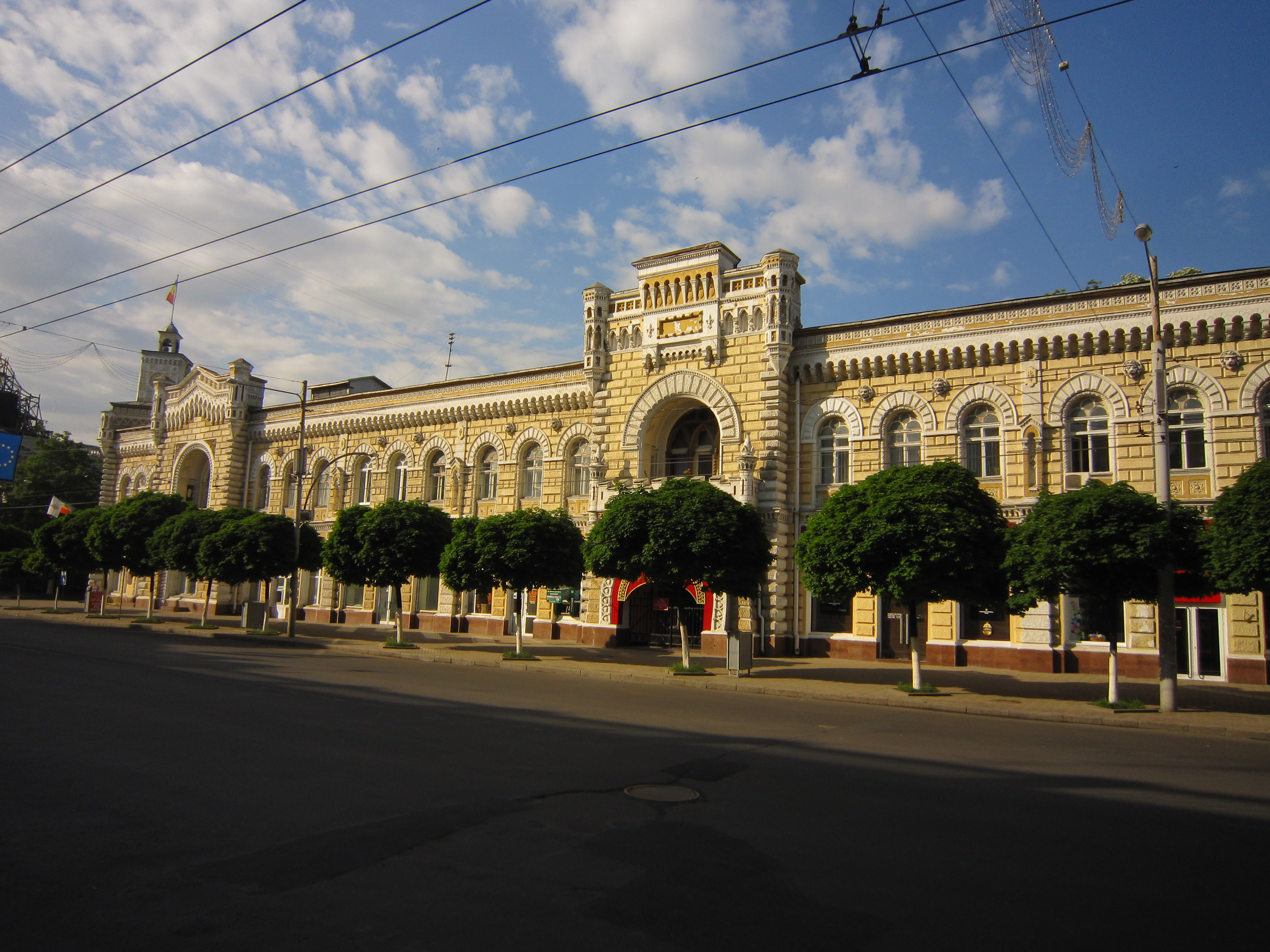
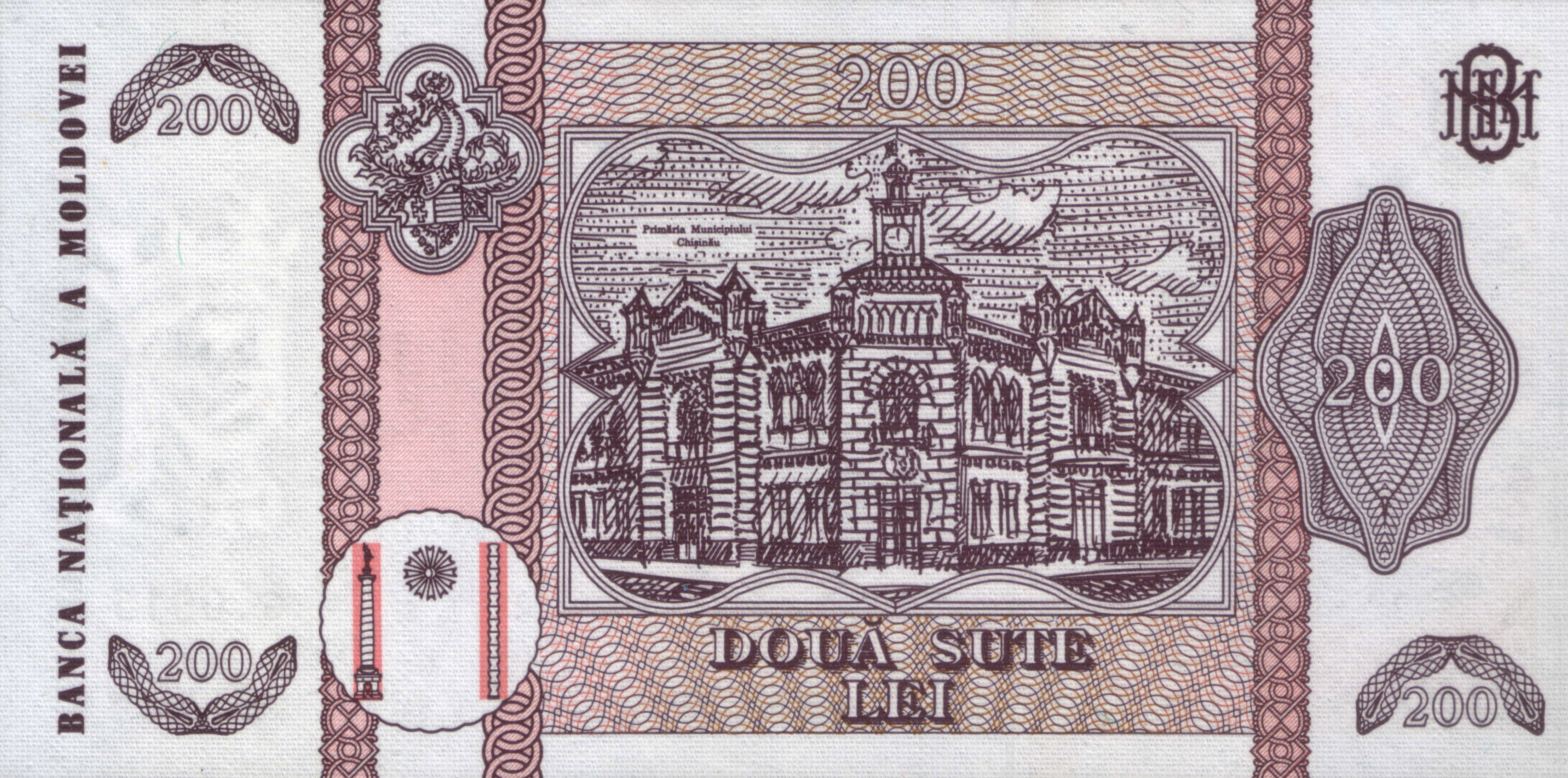
Pe reversul bancnotei de 200 de lei moldovenești.

## Vezi și
- Orologiile Chișinăului